# XNU
XNU – jądro systemu operacyjnego Darwin, uniksowej podstawy systemu operacyjnego macOS firmy Apple Inc. oraz systemów pochodnych dla innych urządzeń tej firmy (iOS, watchOS, tvOS i audioOS). Opublikowany jako otwarte oprogramowanie XNU to akronim od słów X is Not Unix, czyli X nie jest Uniksem.
Pierwotnie tworzony przez NeXT dla systemu operacyjnego NeXTSTEP do czasu wchłonięcia tej firmy przez Apple.